# St Andrews
St Andrews este un oraș universitar din Scoția.

## Educație
- Universitatea Saint Andrews

## Monumente
- Catedrala din St Andrews, ruinele celei mai mari catedrale medievale din Scoția.

## Personalități născute aici
- John Purvis (1938 - 2022), om politic, europarlamentar;
- Tom Brewster (n. 1974), jucător de curling.